# Peter Wetterstein
Leif Peter Leonard Wetterstein, född 18 juni 1947 i Helsingfors, är en finländsk jurist.
Wetterstein blev juris doktor 1980. Han arbetade 1972–1975 vid Åbolands rättstjänst Ab och var 1977–1984 tillförordnad professor i privaträtt vid Åbo Akademi; professor i privaträtt med allmän rättslära sedan 1984. Han har innehaft ett stort antal förtroendeuppdrag, bland annat ordförandeskapet i direktionen för Sjöfartsbranschens utbildningscentral 1987–1990.
Wetterstein har forskat i sjö-, handels- och skadeståndsrätt. Bland hans arbeten märks Globalbegränsning av sjörättsligt skadeståndsansvar (1980), Damage from international disasters (1989) och Redarens miljöskadeansvar (2004) samt Sjörättsliga skrifter I-III (1986–2000).